# Ghiacciaio Khumbu
Il ghiacciaio Khumbu si trova nella regione di Khumbu nel nord-est del Nepal.

## Descrizione
Il ghiacciaio occupa la valle omonima, nella parte finale del percorso che porta al campo base dell'Everest.
La testata del ghiacciaio si trova nella Western Cwm, detta valle del silenzio dell'Everest.
La seraccata del Khumbu si forma all'uscita dalla Western Cwm, sul versante sud del monte Everest, nel tratto di valle compreso tra il Monte Everest e la cresta del Lhotse-Nuptse. 

Ghiacciaio Khumbu
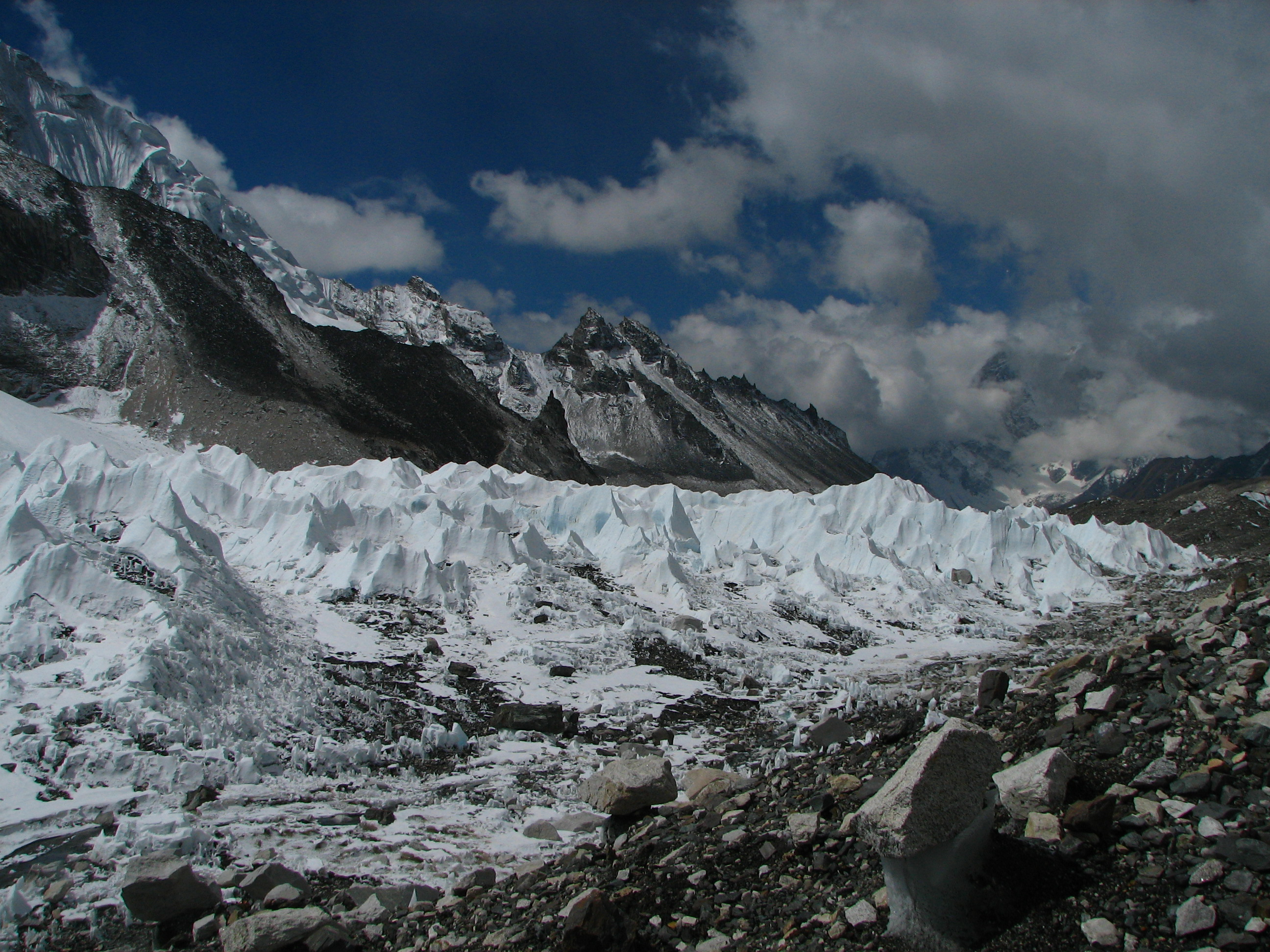
Aspetto del ghiacciaio
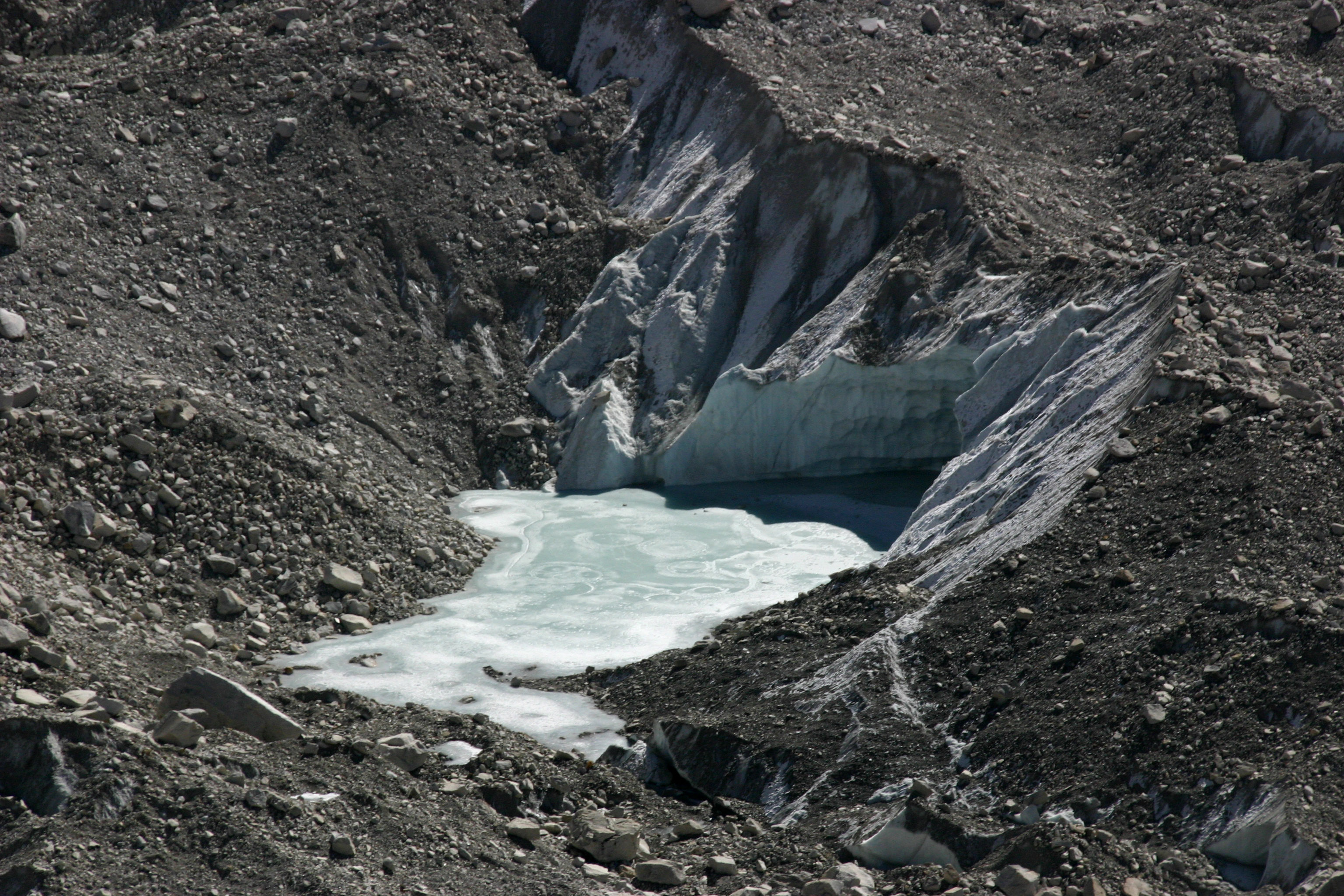
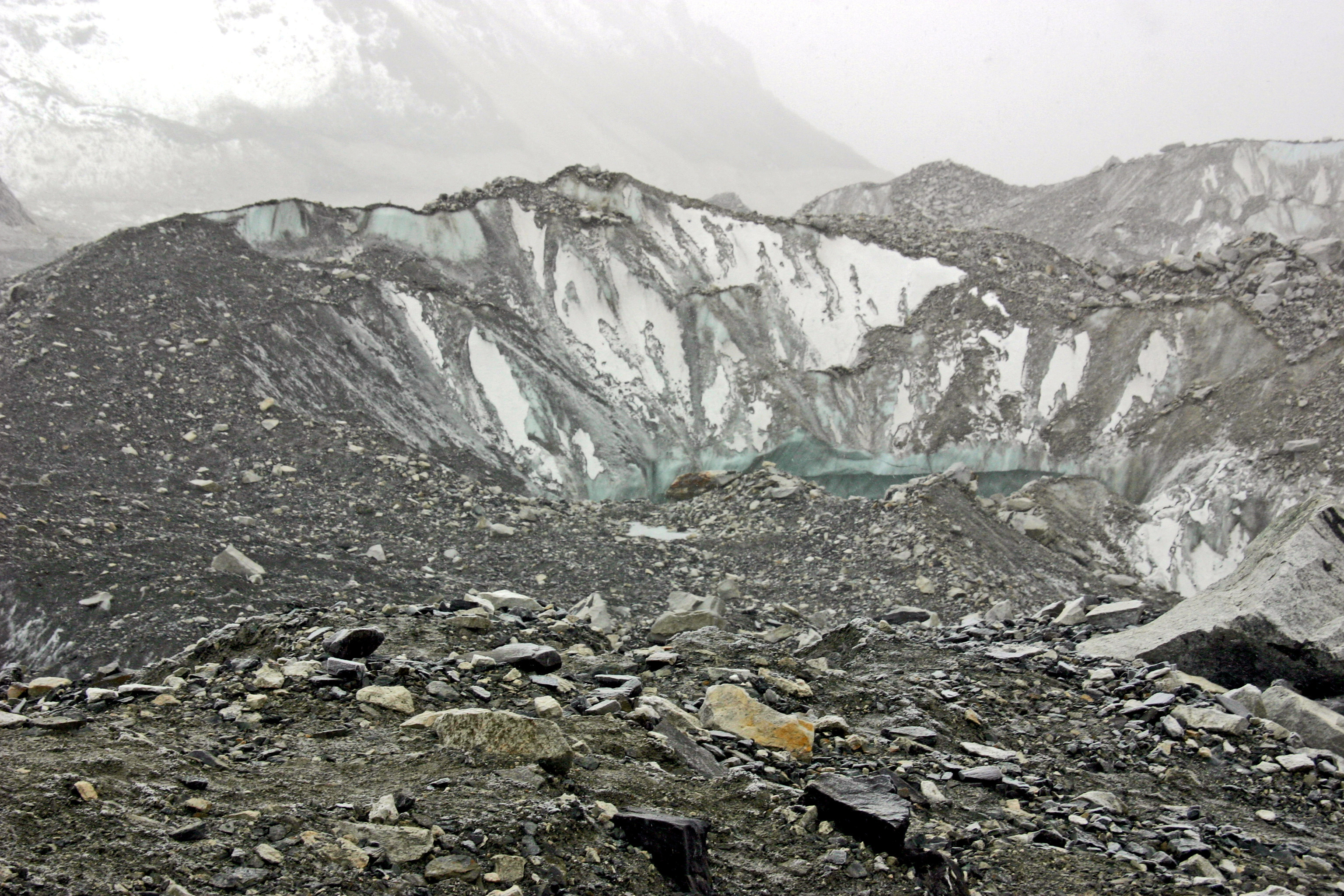
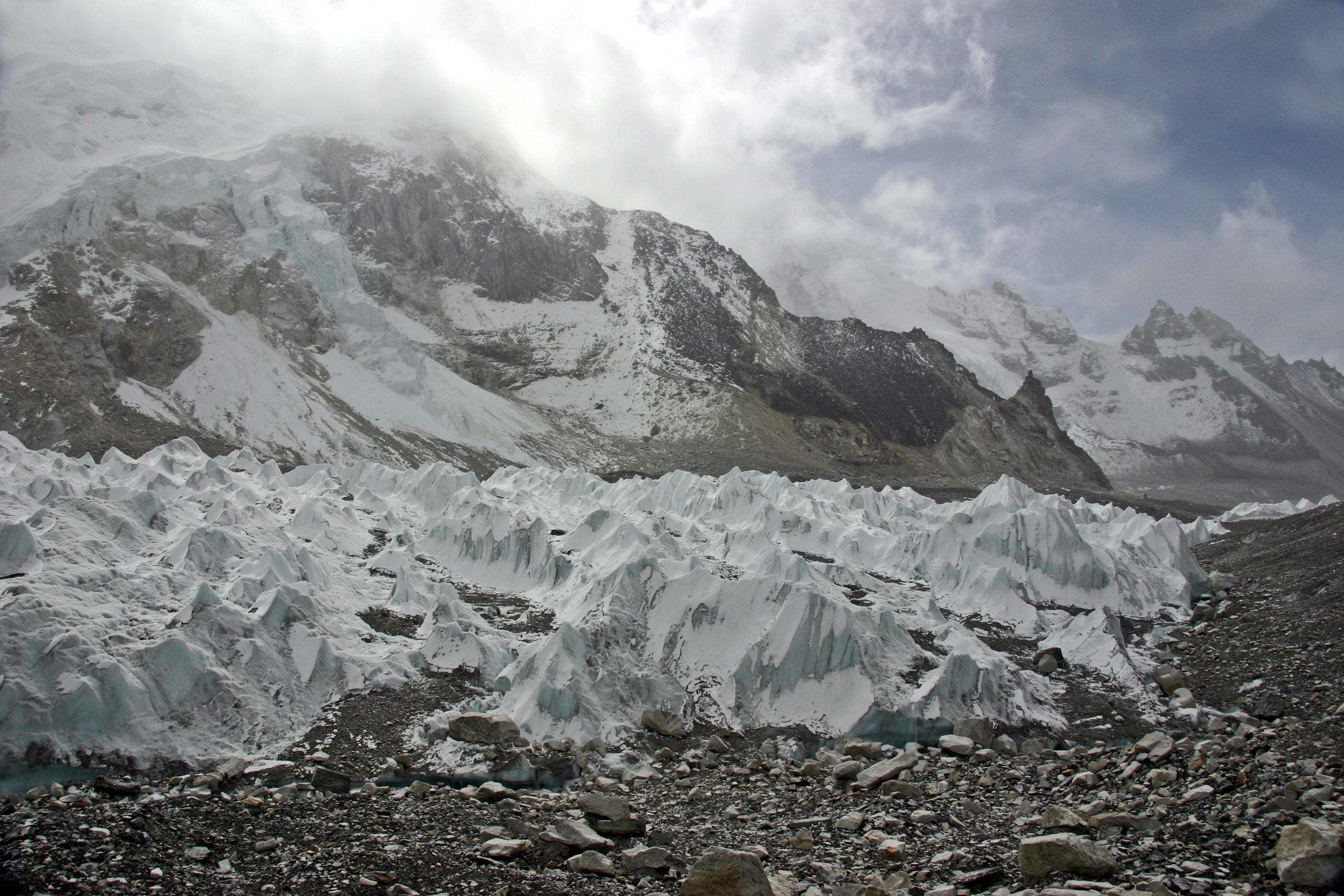
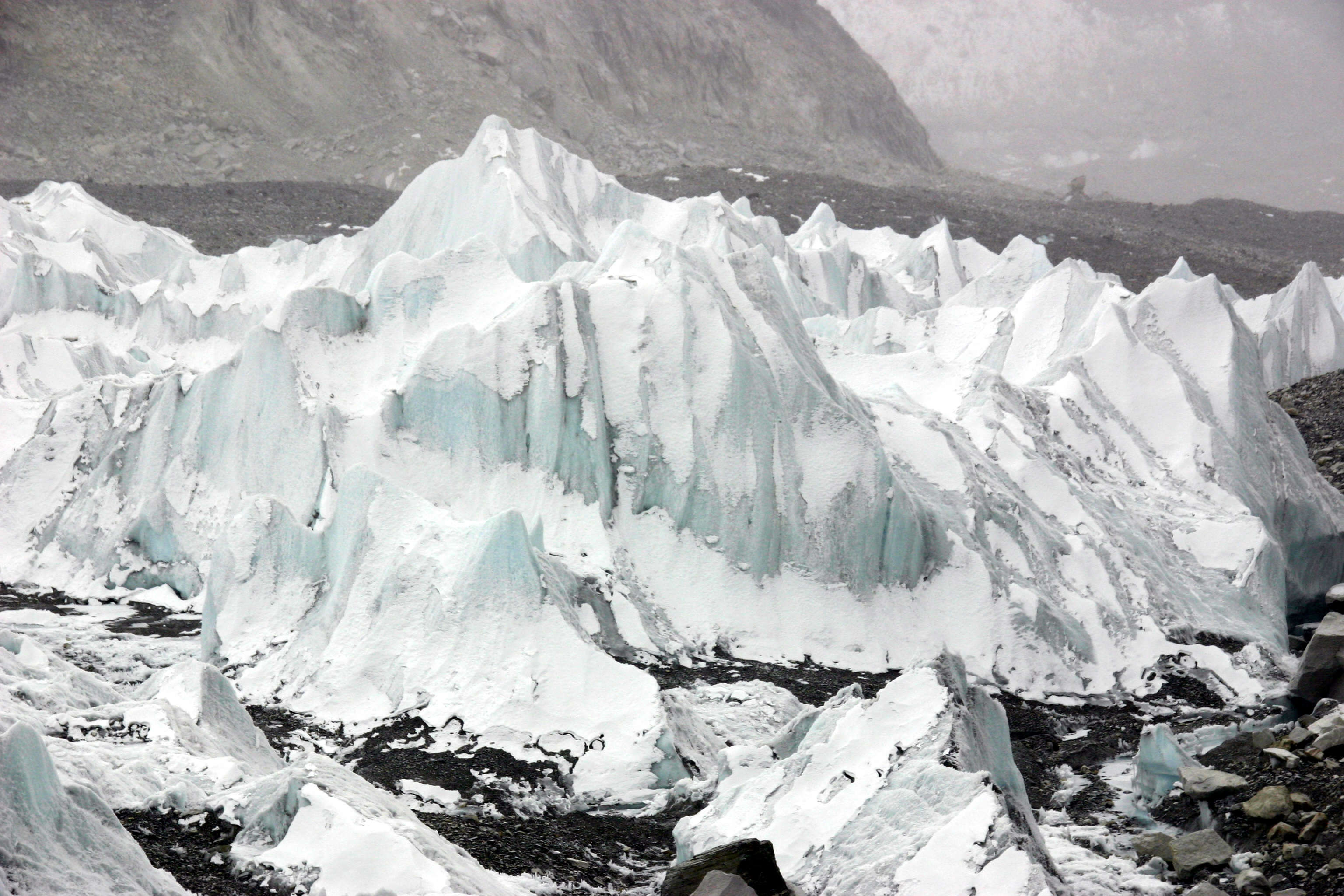
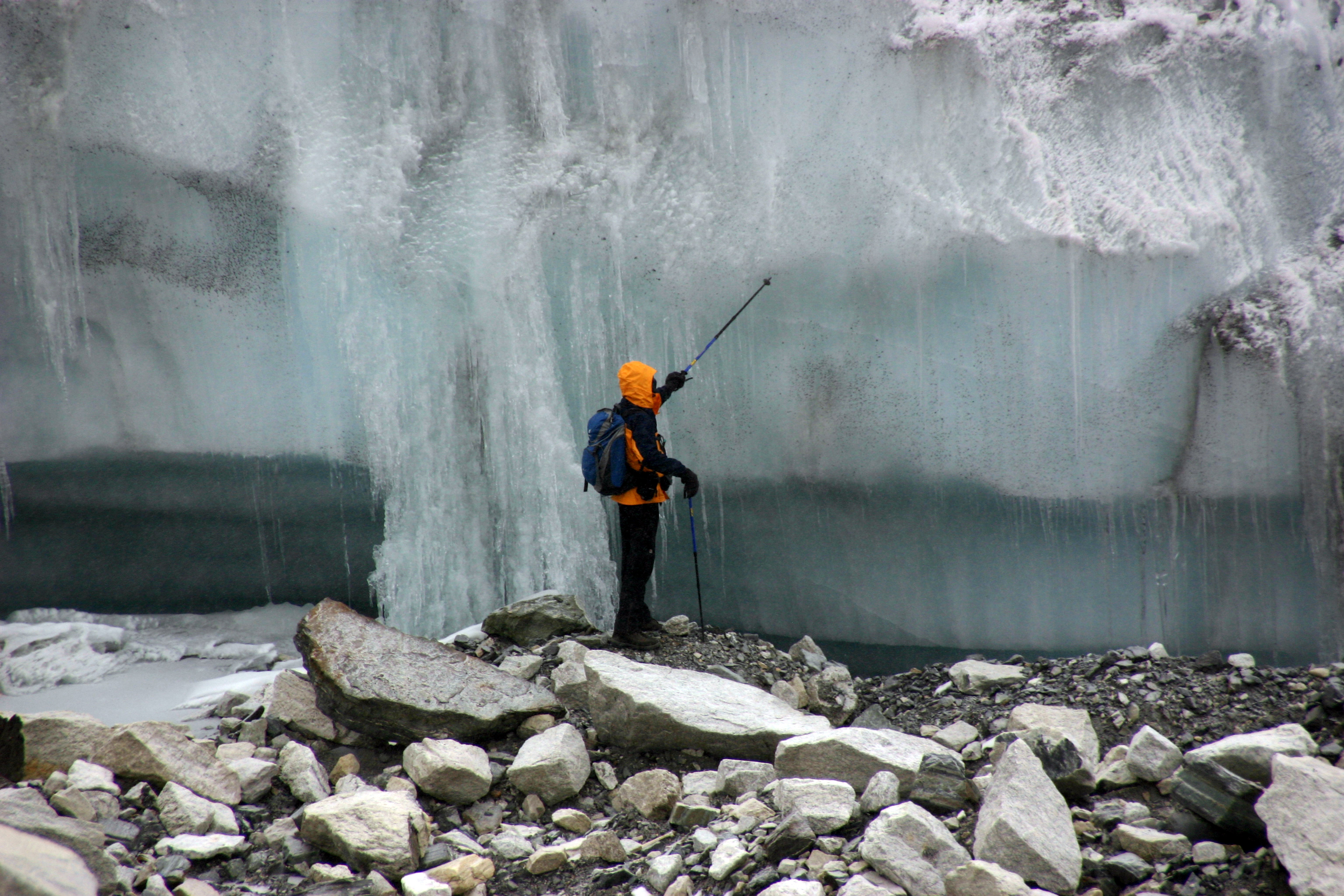